# Foothills Stadium
 (octobre 2024).
Si vous disposez d'ouvrages ou d'articles de référence ou si vous connaissez des sites web de qualité traitant du thème abordé ici, merci de compléter l'article en donnant les références utiles à sa vérifiabilité et en les liant à la section « Notes et références ».
Le Foothills Stadium est un stade de baseball, d'une capacité de 6 000 places, situé à Calgary, dans la province de l'Alberta, au Canada.

## Histoire
Il a été de 2004 à 2011 le domicile des Vipers de Calgary, ancien club de baseball indépendant évoluant en Ligue nord-américaine.
Construit en 1966, le Foothills Stadium est de 1977 à 1984 le domicile des Expos de Calgary, club de baseball de niveau recrue (rookie) affilié aux Expos de Montréal et ayant évolué en Pioneer League.